# The Wave (Arizona)
The Wave là tên của một vùng sa thạch nằm ở tiểu bang Arizona, Hoa Kỳ, gần biên giới Arizona và Utah trên cao nguyên Colorado. Vùng sa thạch này được Cục quản lý đất đai của Mỹ (BLM) quản lý và xem xét tăng số lượng khách tham quan mỗi ngày.
Nơi đây thu hút nhiều người đi bộ đường dài và nhiếp ảnh gia bởi hình dạng nhấp nhô đầy màu sắc của nó. Để có thể đến đây tham quan, chỉ có một cách duy nhất là đi bộ. Ngoài ra, tất cả các du khách phải được cấp giấy phép tham quan và trả phí cho cơ quan quản lý. Tuy nhiên, do bề mặt đá mềm và dễ vỡ, mỗi ngày chỉ 20 người được vào tham quan, bao gồm 10 người đăng kí online và 10 người xin giấy phép trực tiếp, chia thành hai đợt mỗi đợt 10 người và không được cắm trại trong khu vực.